# François Laurent

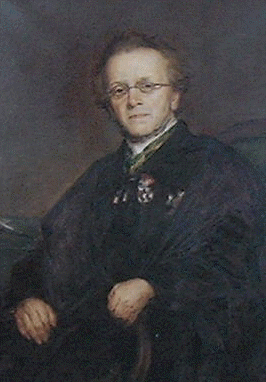
Portretschilderij door Liéven De Winne

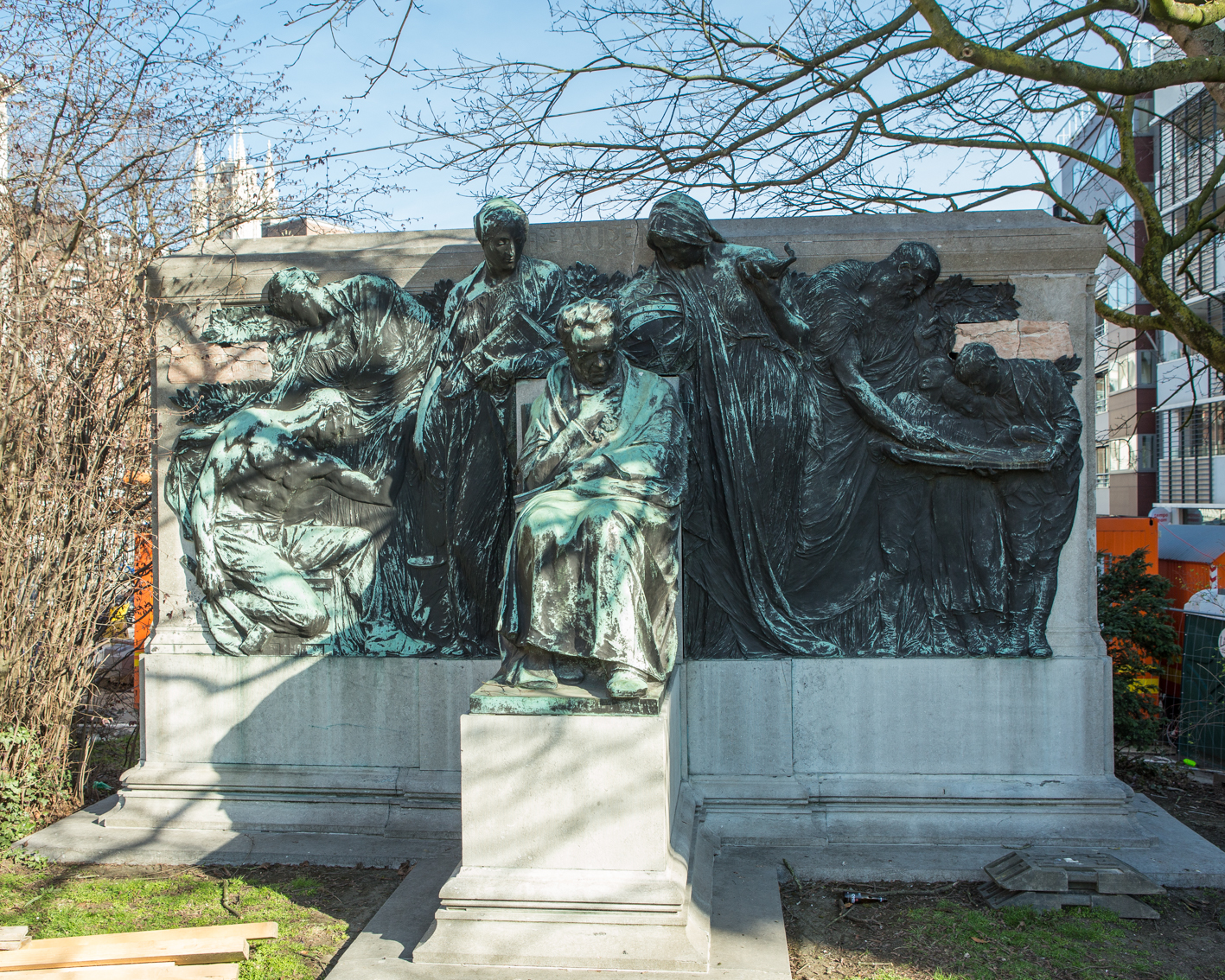
Monument voor François Laurent

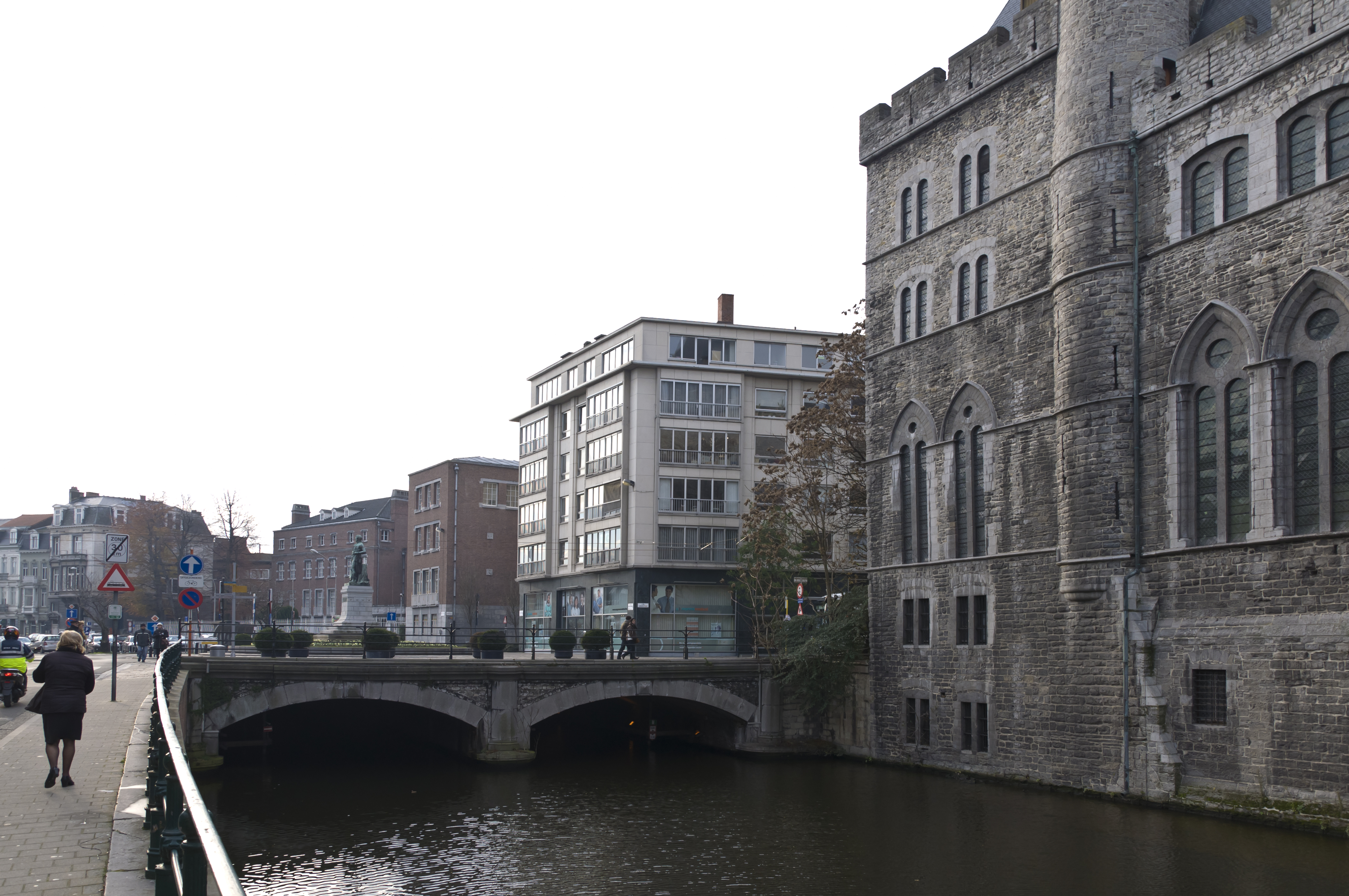
De François Laurentbrug over de Nederschelde

François Laurent (Luxemburg, 8 juli 1810 – Gent, 11 februari 1887) was een rechtsgeleerde en historicus. Hij schreef een wereldgeschiedenis, geldt als de grootste civilist van het 19e-eeuwse België en was de geestelijke vader van het schoolsparen. Hij behoorde tot de liberale partij, waarvan hij de gedachten hardnekkig en niet steeds vrij van een zekere passie en antiklerikalisme verdedigde. Als rechtsgeleerde hield Laurent steeds vast aan de tekst van de wet.

## Levensloop
François Laurent was de zoon van een pruikenmaker in Luxemburg. Zijn geboortehuis bevond zich in de rue de la Nation, tegenwoordig rue Philippe II.

### Studies
Hij studeerde filosofie aan de Rijksuniversiteit van Leuven en behaalde een doctoraat in de rechten aan die van Luik. Hij legde de eed van advocaat af in Luxemburg (1833), maar keerde het volgende jaar terug naar België op vraag van zijn promotor Antoine Ernst, die ondertussen minister geworden was in de prille Belgische staat. Laurent werd het hoofd van de afdeling wetgeving in het ministerie van Rechtswezen te Brussel.

### Hoogleraar
In 1836 werd hij buitengewoon hoogleraar in de rechten te Gent en in 1839 gewoon hoogleraar. Hij huwde met Marie Tesch en woonde aan de Coupure Rechts N°10. Zijn zwager was Victor Tesch, medeoprichter van de staalholding Arbed. Zijn hoofdwerk schreef hij hoofdzakelijk tijdens de liberale kabinetten: de achttien delen van zijn Études sur l'histoire de l'humanité verschenen van 1850 tot 1870. Zij werden onmiddellijk gevolgd door de 32 delen van zijn Principes de droit civil (1869-1879). In 1864 trad hij toe tot de Liberale partij en werd hij gemeenteraadslid te Gent.
De rechtenprofessor lag in de jaren 1850 mee aan de basis van een botsing tussen de Vlaamse bisschoppen en zijn universiteit, in wat bekend zou komen te staan als de zaak-Laurent-Brasseur. In zijn colleges hoedde Laurent zich voor aanvallen op de Kerk, maar in het derde deel van zijn Histoire du droit des gens, handelend over het christendom, veroorloofde hij zich afwijkende standpunten. Daarop werd zijn werk op de Index geplaatst (1852). In een herderlijk schrijven omschreef de Gentse bisschop Delebecque het onderwijs van Laurent als godslasterlijk en ketters (1856). De unionistische regering-De Decker werd verzocht tussen te komen, maar stelde in het parlement dat de vrije discussie grondwettelijk gewaarborgd was. De affaire veroorzaakte dusdanige spanningen tussen ultramontaanse en liberale katholieken, dat ze leidde tot de val van de regering. Katholieke studenten kregen de aanwijzing de Gentse universiteit te vermijden.
Op vraag van minister Jules Bara begon Laurent in 1880 met een ontwerp voor een nieuw burgerlijk wetboek. Door het ontwerp zou de status van gehuwde vrouwen, buitenechtelijke kinderen en vreemdelingen er fors op vooruit gaan, maar door de katholieke verkiezingsoverwinning van 1884 kwam dit ontwerp nooit in voege. De gelijke rechten binnen het huwelijk, waarin zijn ontwerp voorzag, zouden na bijna een eeuw een wettelijk kader krijgen. Laurent was een sociaal bewogen liberaal die behoorde tot de Franstalige bourgeoisie. Hij bestreed het opkomende socialisme en ontpopte zich na de affaire tot een uitgesproken antiklerikaal. Volgens hem moest de verlichte en liberale staat de Kerk bedwingen. De toekomst van de religie was in zijn ogen een vrijzinnig, ondogmatisch christendom van protestantse kleur. Als groot aanhanger van het vooruitgangsoptimisme geloofde hij in de maakbaarheid van de mens. Het is tegen deze achtergrond dat zijn inspanningen voor de volksopvoeding geplaatst moeten worden. Zo verdedigde hij tijdens zijn periode als Gents gemeenteraadslid (1864-1872) het stadsonderwijs. Voorts was hij de initiator van het schoolsparen. Daarnaast publiceerde hij heel wat teksten waarin hij pleitte voor maatregelen als de invoering van een verlengde leerplicht, aansluitend op een verbod op kinder- en jongerenarbeid. Deze maatregelen zouden aan het begin van de twintigste eeuw werkelijkheid worden.

### Overlijden
Op 11 februari 1887 stierf Laurent ten gevolge van een longontsteking. Hij werd bijgezet in de grafkelder bij zijn vriend Gustave Callier, op het grootste kerkhof van Gent: de Westerbegraafplaats gelegen aan de Palinghuizen. De zonen van Gustave Callier, Albert en Hippolyte, waren gehuwd met Caroline en Marie, dochters van François Laurent.

## Nagedachtenis
Bij het overlijden van Laurent werd een school naar hem genoemd: het François Laurentinstituut in de Gentse Onderstraat, een van de oudste scholen van het Gentse niet-confessionele onderwijsnet. Het gebouw kent een lange voorgeschiedenis. Het oorspronkelijke "Braemsteen", ook nog het "Wulfaert-Vilainsteen" genoemd, uit 1359 werd herbouwd in de 17de eeuw. In 1864 kwam hier het stedelijk onderwijs en in 1902 werd het gebouw andermaal gewijzigd door architect Charles van Rysselberghe. In 1943 kwam het gebouw op de lijst van beschermde monumenten.
In Gent staat een standbeeld van Laurent op het François Laurentplein dat ontworpen werd door Jules Pierre Van Biesbroeck. Het standbeeld toont Laurent, rechts geflankeerd door de "Filosofie" en het "Onderwijs", links door de "Rechten van de mens" en de "Rechtsgeleerdheid". Op de rugzijde van het beeld staan de titels van de voornaamste publicaties van Laurent. Vlakbij overwelft het François Laurentplein de Nederschelde.
In Luxemburg is de Rue Laurent naar hem vernoemd en draagt zijn geboortehuis een gedenkplaat.

## Publicaties (selectie)
- Histoire du droit des gens et des relations internationales, 4 dln., 1850-54
- Études sur l'histoire de l'humanité, 18 dln., 1855-69
- L'Eglise et l'Etat: Le moyen-áge; La réforme; La révolution et l'époque contemporaine, 2 dln., 1858-62 (tweede editie: vol. 1, vol. 2)
- Van Espen. Étude historique sur l'église et l'état en Belgique, 1860
- Principes de droit civil, 33 dln., 1869-78
- Cours élémentaire de droit civil, 4 dln., 1878 (tweede editie: vol. 1, vol. 2, vol. 3, vol. 4)
- Le droit civil international, 8 dln., 1880-81 (vol. 1, vol. 2, vol. 3, vol. 4, vol. 5, vol. 6, vol. 7, vol. 8)
- Avant-projet de révisión du Code civil, rédigé sur la demande du Ministre de la Justice, 7 dln., 1882-85
- Réformation morale des classes laborieuses = Zedelijke hervorming der arbeidende klassen, 1884

## Voetnoten
1. 1 2  Veldeman, Marianne  (1 januari 1986). François Laurent en het schoolsparen in het Belgisch volksonderwijs in de tweede helft van de negentiende eeuw.. Handelingen der Maatschappij voor Geschiedenis en Oudheidkunde te Gent  40 (1). DOI:10.21825/hmgog.v40i1.247.
2. ↑  Emiel LAMBERTS, De Heilige Stoel en de zaak Laurent-Brasseur (1856) , in: Belgisch Tijdschrift voor Nieuwste Geschiedenis, 1970, nr. 2, p. 83-101

- Biblioteca Nacional de España: XX5241602
- Bibliothèque nationale de France: cb12178598x (data)
- Catàleg d'autoritats de noms i títols de Catalunya: 981058530706906706
- CiNii: DA02209311
- Gemeinsame Normdatei: 119050455
- International Standard Name Identifier: 0000 0001 0900 4903
- Library of Congress Control Number: n85248278
- Bibliotheek van het Japanse parlement: 00767094
- Nationale bibliotheek van Australië: 36036304
- Nationale Bibliotheek van Israël: 987007275830505171
- Nationale Bibliotheek van Polen: a0000001695408
- Nederlandse Thesaurus van Auteursnamen: 069582246
- Réseau des bibliothèques de Suisse occidentale: 02-A012343790
- Istituto Centrale per il Catalogo Unico: RAVV072042
- Système universitaire de documentation: 030353289
- Trove: 1195840
- Virtual International Authority File: 51732358
- WorldCat: E39PBJckKBmdVft6xKdfgmGvHC